# 熊本 (小惑星)
熊本（くまもと、9993 Kumamoto）は小惑星帯に位置する小惑星。熊本県民天文台で小林寿郎が発見した。
発見者の故郷の熊本県または熊本市から命名された。